# Show do Esporte
O Show do Esporte é um programa esportivo da televisão brasileira que, no auge de sua exibição, mantinha dez horas de programação esportiva ao vivo e ajudou transformar a Rede Bandeirantes no canal do esporte. Em sua primeira fase, o esportivo ia ao ar todos os domingos das 10h da manhã às 20h.

## História
A parceria Luqui-Bandeirantes trouxe o esporte para a emissora, como principal atração no início dos anos 80. Luciano do Valle e Francisco Leal (Quico) promoveram o esporte como um todo, inicialmente com o vôlei e depois estendendo-se a todas as modalidades esportivas. Dois apresentadores chamavam as atrações esportivas, entremeadas a breaks e merchandising, que depois passaram a fazer parte de vários programas esportivos na TV. Uma atração à parte eram as telefonistas, que anotavam os resultados dos jogos transmitidos pela TV, dados pelos telespectadores, que ainda concorriam a prêmios. O programa alcançou bons resultados e marcou uma época na Bandeirantes, enquanto o esporte foi uma das atrações na grade da emissora, o Show do Esporte era sua principal atração.

### Primeira fase (1983-2004)
Em 4 de dezembro de 1983, o programa tinha início às 10h da manhã e terminava às 20h; ao longo de sua exibição, os eventos eram exibidos lincados uns aos outros por uma participação ativa de seus apresentadores, Elia Júnior, Elys Marina, Simone Melo, Cléo Brandão, Angelita Feijó, Álvaro José, Dedé Gomez, Eduardo Vaz, Sílvio Luiz e José Luiz Datena. Em sua bancada ainda participaram comentaristas como Juarez Soares, Roberto Rivelino e convidados especiais, Luiz Andreoli e Silvia Vinhas entre outros.
Os diretores do programa foram Paulo Matiussi, Paulo Roberto, Maraco e Beto Lima. Seus principais editores-chefes foram Mauricio Pollari e Ricardo Fontenelle.
Em 2 de maio de 1999, o programa foi reformulado pela Traffic, que na época era responsável por cuidar do esporte na Band, ganhando novos quadros e até um auditório. Para isso, o programa passou a ter o experiente Fernando Vanucci, então demitido da Rede Globo como apresentador principal, tendo Silvia Vinhas do seu lado. Entre os novos quadros, teve o Vida de Esportista, com entrevistas sobre a vida dos atletas com a rainha Hortência; Sua Vida, onde Vanucci recebia atletas em entrevistas emocionantes; TV Sport Show, com o resumo esportivo da semana e principalmente, a nova fase de Gol: O Grande Momento do Futebol, com Milton Neves, mostrando além dos gols históricos, um perfil de onde estavam os ex-jogadores. Em 2002, o programa passou a ser comandado por Ana Luiza Castro e Letícia Levy, na nova redação de jornalismo da emissora. Em 2003, o programa é reduzido drasticamente por conta das mudanças na programação dominical da emissora.
O último programa foi ao ar no dia 11 de abril de 2004.

### Segunda fase (2010)
Em 7 de fevereiro de 2010, o programa voltou ao ar no canal por assinatura BandSports, permanecendo até novembro do mesmo ano, ainda que o canal tenha continuado com a transmissão dos eventos.

### Terceira fase (2018)
Em 22 de abril de 2018, o programa voltou ao ar sob o comando do apresentador Milton Neves, ocupando o horário noturno que pertencia ao humorístico Pânico na Band, extinto em dezembro de 2017, devido ao fracasso na audiência e faturamento. A nova atração jornalística-esportiva sucedeu ao Agora É com Datena, programa de auditório comandado por José Luiz Datena, que deixou a apresentação titular do Brasil Urgente para se tornar apresentador eventual. O programa teve plateia no estúdio, e as presenças de Juju Salimeni, Rogério Morgado, Fernanda Colombo e Marília Ruiz. O formato, de início era uma mistura de esporte e variedades, pois além de debates e destaques esportivos, também eram apresentados atrações musicais, esquetes de humor e games. Em 4 de junho de 2018, foi anunciada a saída de Juju Salimeni. Em 17 de junho, por causa da baixa audiência, o programa mudou de horário, iniciando às 20h e não mais às 21h. Além disso, teve a duração reduzida para duas horas (com o restante do horário ocupado pelo Domingo no Cinema), passando a ser exclusivamente focado na cobertura esportiva do final de semana e não tendo mais atrações de entretenimento. Também houve a retirada da plateia do estúdio e a saída de Rogério Morgado. Em 24 de junho estreia novo cenário, idêntico ao do Terceiro Tempo, e em 15 de julho, Larissa Erthal passa a ser co-apresentadora da atração, como já fazia no Terceiro Tempo. Em 9 de dezembro foi exibida a última edição do programa, já que a Band anunciou o retorno do Terceiro Tempo para 20 de janeiro de 2019.

### Quarta fase (2020-presente)
Em 10 de setembro de 2020, a emissora anuncia a contratação de Glenda Kozlowski, ex-Rede Globo e SBT. No dia seguinte, foi confirmado que o programa estrearia em 20 de setembro, no horário das 10h às 18h, revivendo assim o formato que marcou o programa nos anos 80 e 90. Para tanto, Glenda teria a companhia de Elia Júnior, um dos notórios apresentadores da atração.
Em 9 de julho de 2023, a emissora anunciou a entrada de Paloma Tocci na apresentação do programa, junto com Elia Júnior. Paloma substitui Glenda Kozlowski, que passa a se dedicar na apresentação do Melhor da Noite, novo programa diário da Band, que sucedeu o Faustão na Band. Em 27 de outubro de 2024, Tocci comanda pela última vez o programa após a apresentadora titular assinar com a Record, sendo substituída por Gabrielle Guimarães.
Gabrielle ficaria no programa até o dia 23 de março de 2025, quando no dia 31, é substituída por Glenda Kozlowski, que aceitou o convite para retornar ao programa após ter decidido deixar o Melhor da Noite por não concordar com a mudança de horário e a redução de dias desse.

## Quadros e eventos

### Atualmente
- Fórmula 1
- Stock Car Pro Series
- Copa Truck
- Porsche Cup Brasil
- Desafio da Mega Rampa
- Jogo do Rei/Desafio Youtubers

### Antigamente
- Melhor de Todos (competição de duas equipes de instituições assistenciais sobre o Futebol)
- TV Sport Show (reapresentava os eventos da semana); começou como TV Sport Club
- Gol: O Grande Momento do Futebol (programa que contava momentos marcantes do Futebol Brasileiro e Mundial).
- Seu Limite (jogo de perguntas e respostas sobre os esportes, onde os participantes escolhiam temas relacionados ao assunto; teve Mário Roberto da Silva Miranda como grande destaque, respondendo perguntas sobre 12 olimpíadas)
- Vida de Esportista (entrevistas com atletas feitas por Hortência)
- Game Gol (quadro de jogos sobre o esporte)
- Na Geral (espaço para a interação da torcida no estúdio, trazendo debates e musicais com Sabrina Parlatore e Robson Caetano).
- Almoço com as Esportistas com Sílvio Lancellotti
- Em Forma com a Feiticeira (Joana Prado fazia exercícios com atletas, dando dicas de saúde e bem-estar).
- Só Garra (Quadro com Marcelinho Carioca que reunia crianças para falar sobre o esporte e seus aspectos sociais).
- Galeria da Fama
- Olho no Lance! (quadro que analisava lances polêmicos, com Silvio Luiz)
- O Mundo dos Esportes da Gillette (foi exibido aos sábados)
- Fórmula Truck
- Campeonato Espanhol
- Campeonato Paulista
- Campeonato Brasileiro
- Campeonato Carioca (voltou a ser mostrado pela Band em 2023, mas não tem jogos exibidos no horário do programa)
- Liga Futsal
- Bilhar de Sinuca (1984-1992) com Rui Chapéu
- Clube do Golfe, com Dedé Gomez
- Tênis Koch Tavares
- Café do Show do Esporte
- Sua Vida com Fernando Vannucci (trazia nomes do esporte para contar suas histórias).
- Clube do Esporte
- Estação Futebol com Juarez Soares
- Futebol Total
- Radical Total
- O Melhor da Rodada com Luciano do Valle
- Boxe Internacional
- Nocaute com Maguila e Éder Jofre
- Cine Futebol com Alexandre Santos
- Jornalismo Esportivo (trazia as informações do plantão do esporte na Band)
- Mundial Interclubes de Basquete Feminino
- Fórmula Indy
- Mundial de Motovelocidade
- Mundial Interclubes de Basquete Masculino
- Apito Final (programa de debates exibido aos domingos a noite. Marcou presença nas coberturas de copas e olímpiadas na emissora.)
- Plantão dos Esportes
- Manchetes dos Esportes
- Show do Esporte Debate com Milton Neves (debatia assuntos diversos do esporte, com convidados)
- Boxe Brasil com Luciano do Valle e Acelino Freitas e Luciana do Valle e Maguila
- Show de Automobilismo com Emerson Fittipaldi, Wilson Fittipaldi e Débora Rodrigues
- Futebol Americano com Cléo Brandão, Luiz Andreoli e Dárcio Arruda direto dos Estados Unidos
- Beisebol Americano com Cléo Brandão, Luiz Andreoli e Dárcio Arruda direto dos Estados Unidos
- Show de Prêmios do Esporte
- Jornal do Intervalo
- Loteria Esportiva
- Campeonato Paulista de Voleibol
- Superliga Brasileira de Voleibol
- Campeonato Brasileiro de Basquete Masculino
- Campeonato Brasileiro de Basquete Feminino
- Olimpíadas (1984, 1988, 1992, 1996 e 2000)
- Copa do Mundo (1986, 1990, 1994 e 1998)
- Amistosos da Seleção (1983-2001)
- Eliminatórias da Copa do Mundo FIFA (1985, 1989, 1993, 2000-2001)
- Campeonato Italiano (1983-2001; 2020-2021)
- Brasileirão Feminino A2 (2020)
- Copa Libertadores Feminina (2020)
- Campeonato Alemão de Futebol (2020-2023)
- Campeonato Russo (2020-2022, parou de ser mostrado devido a Invasão da Ucrânia pela Rússia)
- Campeonato Brasileiro de Futebol Feminino (2020-2022)
- Copa do Brasil Sub-20 (2020-2022)
- Brasileirão Sub-20 (2020-2022)
- Supercopa do Brasil Sub-20 (2020-2022)
- Torneio de Roland Garros (2021)
- Mundial de Clubes (2022)
- Copa Africana de Nações (2022)
- Campeonato Brasileiro de Futebol - Série B (2011–2013, 2023–2024)

## Versão debate
- De 18 de abril de 2004, até 28 de janeiro de 2007, foi produzido o Show do Esporte Interativo, que mais tarde tornou-se Show do Esporte, com Roberto Avallone e convidados, analisando os jogos do fim de semana. Era exibido das 20h até às 22h.